# وزير التعليم
الحكومة يكون عضواً في مجلس الوزراء.تم ترشيح محمد عبد الطيف وزير التعليم العالي